# Dirk Musschoot
Dirk Musschoot (Gent, 23 mei 1961) is een Belgische journalist en schrijver.

## Biografie
Musschoot groeide op in de Gentse wijk Malem. Hij studeerde voor leraar, maar raakte in het begin van de jaren 80 al gauw betrokken bij de vrije radio in Gent, waar hij actief werd bij radio Malinda, dat later van naam veranderde in Radio Go, met Zaki. Later stapte hij op vraag van Walter Capiau over naar de nieuwe zender Gentse Radiovereniging (GRV). Toen die zender ophield, trok hij naar Radio Plus, waar hij het programma "Kouten" presenteerde en met schrijver Karel Verleyen het jongerenprogramma "Tienertijd" maakte.
Ondertussen was Musschoot in 1985 actief op het kabinet van eerste minister Wilfried Martens. In 1986 stopte hij met radio en ging hij werken op de voorlichtingsdienst van de stad Gent. Karel Verleyen was hoofdredacteur van het jongerentijdschrift Top en op zijn vraag schreef Musschoot enkele reportages voor het tijdschrift. Verleyen werd adjunct-hoofdredacteur van Het Volk en Musschoot volgde hem naar die krant om er de wekelijkse jongerenbijlage 't Kapoentje te leiden. In 1987 ging hij vast werken op de redactie van Het Volk. Hij werd er mediaverslaggever en werd voor de krant verschillende jaren als verslaggever naar het Eurovisiesongfestival gestuurd.
Onder aanmoediging van Verleyen verscheen in 1987 het eerste verhaal van Musschoot, "Skiloop in mineur", als onderdeel van een omnibus. Datzelfde jaar verscheen bij Casterman ook zijn eerste eigen boek, De Kustvisser vertelt. In 1989 verscheen De Berggids vertelt, waarvoor hij in 1990 een Boekenwelp voor beste informatieve jeugdboek kreeg. Beide boeken werden vertaald in het Frans en Italiaans. In 1992 kreeg hij in Nederland een Vlag en Wimpel voor zijn redactiewerk in Lannoo's Encyclopedie voor de Jeugd.
Hij bleef de volgende jaren vooral actief als auteur van jeugdboeken. Voor volwassenen schreef hij in 1993 een hoofdstuk over de provincie Oost-Vlaanderen in de toeristische gids Lannoo's Grote Geïllustreerde Gids voor België en Luxemburg. De volgende jaren schreef hij ook regelmatig non-fictie voor volwassenen. Gebaseerd op een reeks krantenartikelen rond de zaligverklaring van Pater Damiaan verscheen in 1995 het boek Damiaan, een leven voor de melaatsen.
In 1995 ging hij op de cultuurredactie van de krant Het Nieuwsblad werken. In 2000 verscheen het boek De Vlamingen op de Titanic over de ondergang van de Titanic. Rond dit boek richtte Kunsthal Sint-Pietersabdij een tentoonstelling in, die zo'n 37.000 bezoekers lokte. Vandaag de dag is Musschoot eindredacteur bij de krant De Gentenaar.

### Jeugd
- 1987: Skiloop in mineur in: Eerste verhalenomnibus voor de jeugd, De Gulden Engel
- 1987: De kustvisser vertelt, Casterman
- 1989: De berggids vertelt, Casterman
- 1989: Ik ben ziek, reeks Artiscoop junior, 3, Artis-Historia
- 1990: De krant, reeks Artiscoop, 36, Artis-Historia
- 1992: Lannoo's Encyclopedie voor de Jeugd, Lannoo (redactie)
- 1993: Mijn eerste Encyclopedie , 6-delige reeks, Lannoo (redactie)
- 1993: Televisie Binnenstebuiten, Houtekiet en TV1 (illustraties door Klaas Verplancke)
- 1995: Hoog Tijd!, Lannoo
- 1995: Discreet geregeld, Nationaal Centrum voor Jeugdliteratuur
- 1995: Kom maar binnen. Welkom in de Onze-Lieve-Vrouwekathedraal van Antwerpen, Openbaar Kunstbezit in Vlaanderen (over de Onze-Lieve-Vrouwekathedraal)
- 1996: De Post, reeks Artiscoop, 52, Artis-Historia
- 1997: Wat doet de juf op zondag?, Clavis/Mozaïek
- 1998: Hoeveel kost een olifant?, Clavis/Mozaïek en Biblion (2003)
- 1999: Kunnen dokters ziek worden?, Clavis/Mozaïek en Biblion (2003)
- 2001: Word je van tv-kijken groot?, Clavis/Mozaïek
- 2003: Is zoenen ook seks?, Clavis/Mozaïek en Biblion
- 2004: Waaien de duinen nooit weg?, Clavis Informatief en Biblion
- 2009: Damiaan, de held van Molokai, Lannoo (over Pater Damiaan)

### Volwassenen
- 1995: Damiaan, een leven voor de melaatsen, Het Volk
- 2000: De Vlamingen op de Titanic, Lannoo
- 2001: Com Com Com – De grappigste e-mails verzameld, Lannoo
- 2001: Halfweg - de biografie van Koen Crucke, Lannoo (over zanger Koen Crucke)
- 2002: Wij gaan naar Amerika – Vlaamse landverhuizers naar de Nieuwe Wereld 1850-1930, Lannoo
- 2003: En toen kwam de vijand, Lannoo (het waargebeurde verhaal van Rita Audenaert)
- 2004: België bevrijd, Lannoo (over de Bevrijding van België)
- 2006: Mijn reisgids Noord-Engeland - De 99 favoriete plekken van Dirk Musschoot, Lannoo
- 2007: Koffie & Croissant - De beste columns uit Het Nieuwsblad, Lannoo (verzameling van 13 columns die Musschoot voor de krant schreef)
- 2008: 100 jaar Sint-Pietersinstituut, Sint-Pietersinstituut
- 2008: Van Franschmans en Walenmannen, Lannoo (over de Fransmans)
- 2009: Moeder is weg. Als alzheimer het leven verandert, Lannoo (over de strijd van zijn eigen moeder tegen Alzheimer)
- 2011: 100 x Noord-Engeland, Lannoo
- 2011: 100 jaar Titanic. Het verhaal van de Belgen en de Nederlanders, Lannoo
- 2013: 100 x Zuidoost-Engeland, Lannoo
- 2014: Wij gaan naar Amerika, Lannoo
- 2016: Belgen maken bommen, Lannoo
- 2017: Van Ottogracht tot Krook. Het verhaal van de Gentse stadsbibliotheek, Stad Gent/Snoeck
- 2018: Zuid-Engeland, Lannoo
- 2019: Sweethearts, Lannoo
- 2020: Toen geluk nog heel gewoon was (Hoe het Vlaamse gezin in honderd jaar helemaal veranderde), Lannoo